# Дадди, Жуан Гильерме
Жуан Гильерме Белл Дадди (порт. João Guilherme Bell Daddi; 12 ноября 1813, Порту — 16 мая 1887, Лиссабон) — португальский композитор и пианист.
Сын англичанки и итальянца. С раннего детства учился игре на фортепиано, в девятилетнем возрасте дал первый концерт в королевском оперном театре Сан-Карлуш. В 1824 г. выступил на той же сцене как певец, исполнив детскую партию в опере Валентино Фиораванти «Камилла». 13 мая 1825 г. продирижировал кантатой собственного сочинения на торжественном концерте в честь дня рожденья короля Жуана VI. К возвращению в Португалию королевы Марии II в 1833 г. создал Te Deum, последующие важные события в жизни португальского королевского дома также часто сопровождались музыкой Дадди. В 1839 г. гастролировал как пианист в Испании, Франции и Англии. Репутацию Дадди как исполнителя укрепило совместное выступление с Ференцем Листом, гастролировавшим в Лиссабоне в 1845 году: 15 февраля в театре Сан-Карлуш они вместе исполнили фантазию Сигизмунда Тальберга на темы оперы «Норма» для двух фортепиано (в дальнейшем ту же фантазию играл и с посетившим Лиссабон Антонием Контским). В мае того же года состоялась премьера оперы Дадди «Грабитель» (порт. Salteador). За ней последовали комическая опера «Прогулки по Европе» (порт. Um passeio pela Europa; 1851) и одноактная опера «Органист» (фр. L'Organiste; 1861), обе поставленные в театре Жуакима Педру Кинтелы. В 1863 году заложил традицию камерных концертов в португальской столице.
Сочинения Дадди долгое время были забыты, однако уже в XXI веке ряд его фортепианных пьес записала София Лоренсу, отмечающая их изобретательность и виртуозность.
Дочь Дадди Аделаида Клементина (1852—1923) стала женой министра и дипломата Фредерику Ароки.